# Józef Stypiński
Józef Jacenty Stypiński (ur. 17 sierpnia 1880 w Warszawie, zm. 13 lutego 1943 na Majdanku) – polski pedagog, działacz oświatowy, poseł na Sejm II kadencji w II Rzeczypospolitej.

## Życiorys
Józef Stypiński ukończył w 1899 roku II Gimnazjum w Warszawie, uzyskując maturę, następnie studiował na Wydziale Matematyczno-Fizycznym Uniwersytetu Warszawskiego (do 1903 roku), ale ukończył w 1905 roku Instytut Politechniczny w Warszawie, uzyskując dyplom inżyniera. W 1903 roku otrzymał świadectwo nauczycielskie i rozpoczął pracę jako nauczyciel matematyki w warszawskich żeńskich szkołach średnich.
Od 1909 roku należał do Związku Młodzieży Polskiej „Zet”. W czasie I wojny światowej w 1915 roku działał w Zjednoczeniu Narodowym, a po zajęciu Warszawy przez Niemców (w sierpniu 1915 roku) przystąpił do Zarządu Ligi Państwowości Polskiej.
Od 1916 roku był członkiem Rady Miejskiej w Warszawie i sekretarzem jej prezydium (1916–1919). Od 1 października 1917 roku był inspektorem szkolnym w Warszawie i utrzymał to stanowisko po odzyskaniu niepodległości. Do 1921 roku był wiceprezesem Zarządu Głównego Związku Inspektorów Szkolnych. Od 1924 roku był prezesem Zarządu Głównego Stowarzyszenia Urzędników Państwowych.
Pracując zawodowo, czynnie pracował społecznie. Był bratem zetowym i członkiem Związku Patriotycznego (sekretarzem jego Komitetu Centralnego). Należał do Senioratu OMN (był starszym koła warszawskiego, następnie, od 1934 roku Prezesem Rady Naczelnej Związku Seniorów OMN), która w 1927 roku weszła w skład ZPMD. W 1926 roku wszedł do Związku Naprawy Rzeczypospolitej.
W 1928 roku został wybrany na posła z listy BBWR z okręgu nr 1 w Warszawie. Zasiadał w komisjach budżetowej i oświatowej.
Od grudnia 1929 roku był Prezesem Zarządu Głównego Zjednoczenia Pracy Wsi i Miast, a od 1930 roku pełnił również funkcję Prezesa Zarządu Głównego Robotniczego Instytutu Oświaty i Kultury im. Stefana Żeromskiego.
Od 1 listopada 1930 roku był Naczelnikiem Wydziału Nauki i Szkół Wyższych Ministerstwa Wyznań Religijnych i Oświecenia Publicznego, od 1 września 1936 roku był kuratorem Okręgu Szkolnego w Krakowie.
Po wybuchu II wojny światowej mieszkał we Lwowie, Przemyślu, a od 1940 roku w Warszawie. Był tam kierownikiem biura dzielnicowego Rady Opiekuńczej Miejskiej (od 1941 roku – Polskiego Komitetu Opiekuńczego) i przewodniczącym tajnej Miejskiej Komisji Oświaty i Kultury. Około 15 stycznia 1943 roku został aresztowany przez Gestapo w łapance i uwięziony na Pawiaku, skąd wywieziono go do obozu koncentracyjnego na Majdanku, gdzie zmarł. Jego symboliczny grób znajduje się na Cmentarzu Powązkowskim w Warszawie (kwatera 44-3-18,19).

## Publikacje
- Ustawa z dnia 1 lipca 1926 roku o stosunkach służbowych nauczycieli (Warszawa, 1927)
- Prawo nauczyciela polskiego (wspólnie ze Stanisławem Marszałkiem, Warszawa, 1929)[5]
- O zaopatrzeniu emerytalnym pracowników państwowych
- O wyborze zawodu urzędnika[10].

## Ordery i odznaczenia
- Krzyż Oficerski Orderu Odrodzenia Polski (27 grudnia 1924)[11]
- Złoty Krzyż Zasługi (1938)
- Medal Dziesięciolecia Odzyskanej Niepodległości (1928)
- Srebrny Medal za Długoletnią Służbę (1938)[8]
- Brązowy Medal za Długoletnią Służbę

## Życie prywatne
Józef Stypiński był synem Józefa i Emilii z Jasińskich, jego bratem ciotecznym był Wacław Jasiński. Ożenił się 29 października 1903 roku w Warszawie ze Stanisławą Marianną Wachowską, z którą miał troje dzieci: Romanę (1904–1989), Sabinę, później Lipińską (1906–2005) i Andrzeja (1907–1975), architekta. Mieszkali z żoną w Warszawie przy ul. Świętokrzyskiej 17, a później przy placu Małachowskiego 2 m. 25.